# Cesny-Bois-Halbout
Cesny-Bois-Halbout era una comuna francesa, situada en el departamento de Calvados, de la región de Normandía. Desde el 1 de enero de 2019 es una comuna delegada y la sede de Cesny-les-Sources.

## Geografía
Está ubicada a 22 km al sur de Caen.

## Historia
El 1 de enero de 2019 pasó a ser una comuna delegada y la sede de la comuna nueva de Cesny-les-Sources al fusionarse con las comunas vecinas de Acqueville, Angoville, Placy y Tournebu.

## Demografía
| 421 | 456 | 475 | 539 | 617 | 632 | 654 | 600 | 605 |
| Para los censos de 1962 a 1999 la población legal corresponde a la población sin duplicidades (Fuente: INSEE [Consultar]) |     |     |     |     |     |     |     |     |